# والری یاورسکی
والری یاورسکی (لهستانی: Walery Jaworski؛ ‏ ۲۰ مارس ۱۸۴۹ – ۱۷ ژوئیهٔ ۱۹۲۴) پزشک اهل لهستان بود. وی یکی از پیشگامان پزشکی گوارش محسوب می‌شود.
وی در سال ۱۸۹۹ میلادی یک باکتری در معدهٔ انسان کشف کرد که نامش را «ویبریو روگولا» گذاشت. او معتقد بود که این باکتری عامل ایجاد زخم گوارشی، سرطان معده و فقدان اسید معده است. وی یکی از نخستین کاشفان هلیکوباکتر پیلوری است.